# Lotus Mark II

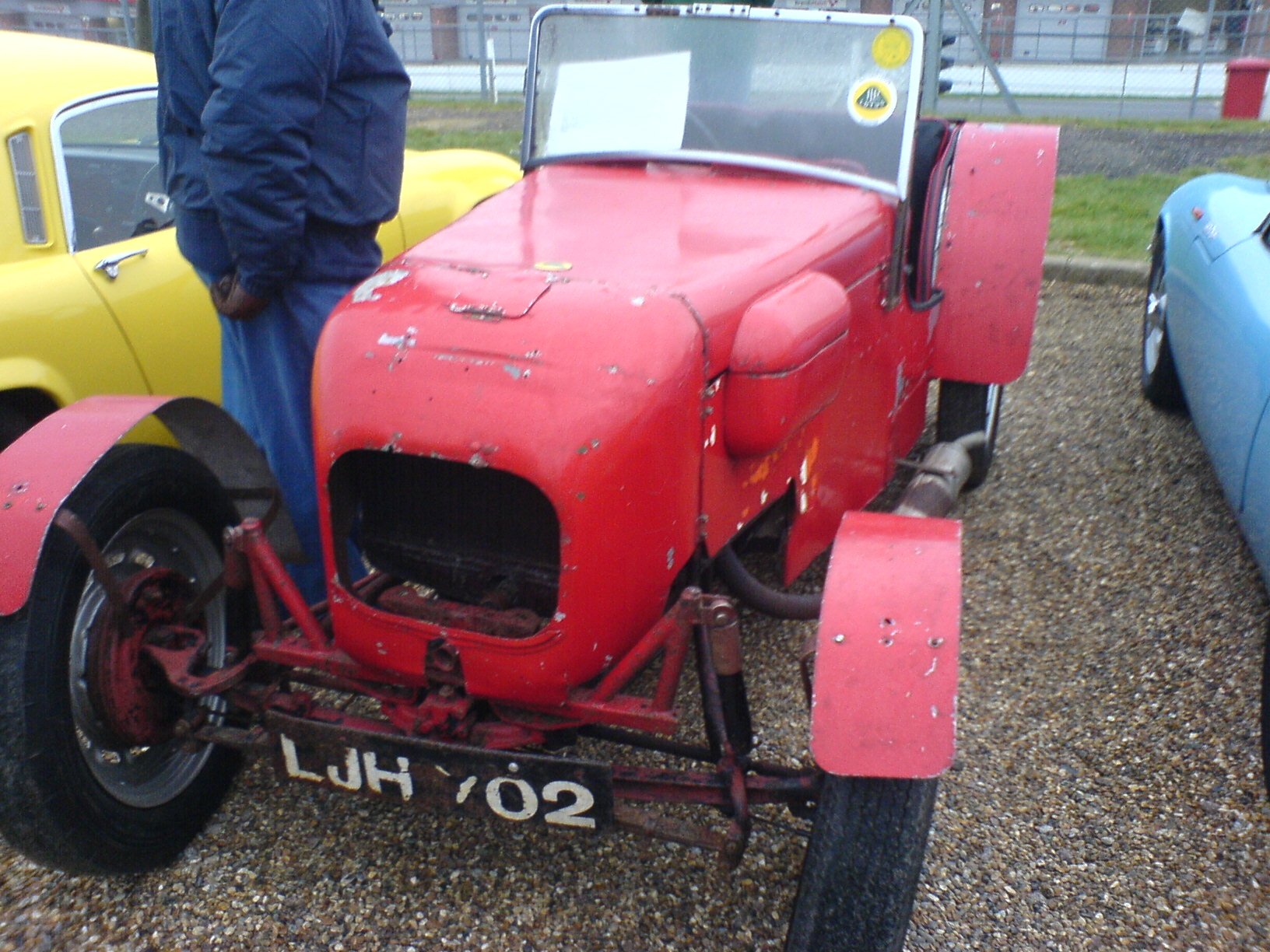
Lotus Mark II

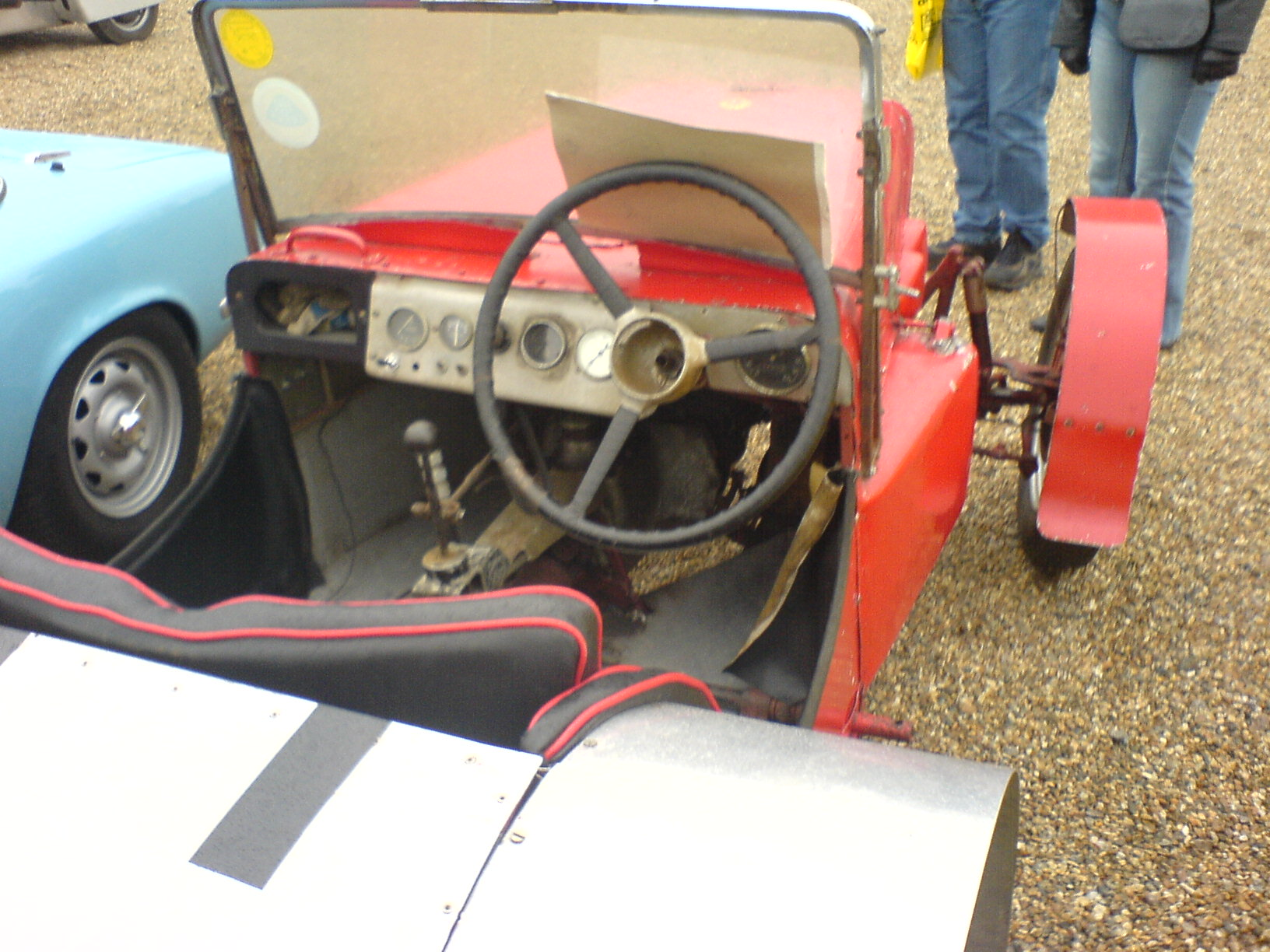
Salpicadero del Lotus Mark II

El Lotus Mark II es un automóvil que fue creado en el año 1949, cuando el diseñador Colin Chapman trabajaba para la RAF. Este es el segundo coche diseñado por él. 
El Lotus Mark II, suprime algunas de algunas características de su predecesor, el Lotus Mark I, como es el motor, que fue sustituido por el de un Ford, al igual que la transmisión. Chapman utilizó estos coches para participar en campeonatos como 750 Motor Club y campeonatos ingleses, como algunos que se celebraban en el Circuito de Silverstone.
- Datos: Q3837544
- Multimedia: Lotus Mark 2 / Q3837544